# Тару (Пэкче)
Тару (多婁王; ум. 77) — второй ван Пэкче, одного из трёх корейских государств.

## Происхождение
Являлся старшим сыном основателя Пэкче Онджо. В 10 году стал наследником престола. В 28 году после смерти отца стал ваном. Самгук саги отмечает, что «он имел благородную внешность и манеры, был внушительным и щедрым».

## Правление
Самгук саги описывает множество сражений против «мальгалей» во время правления Тару. Неясно, к кому это относится, поскольку считается, что племена мохэ оккупировали Маньчжурию к северо-западу от северокорейского государства Когурё, вдали от столицы Пэкче (как правило, предполагается, что они находились в пределах нынешнего Сеула). «Мальгаль», по-видимому, не относится ни к народу Пуё, основавшему Пэкче, ни к племенам конфедерации Махан, порабощённым Пэкче. Они, по-видимому, сохранились с более раннего периода, подстрекаемые китайскими командованиями к нападению на Пэкче. Эти сражения указывают на то, что Пэкче как новая держава всё ещё расширяла свой контроль над центральным Корейским полуостровом.

### Самгук саги
- 29 г. н. э., весна, первый месяц. Ван почтил память своего деда Тонмёна (Чумона). Второй месяц. Ван приносил жертвы небесам на южном алтаре.
- 30 г. н. э., зима, десятый месяц. Хыру из восточного округа сражался с мальгалями к западу от горы Масусан, где победил их и был награжден ваном.
- 31 г. н. э., осень, восьмой месяц. Кону из крепости Комок сражался с мальгалями и победил их, обезглавив более 200 человек. Девятый месяц. Ван отправился на охоту на вершину горы Хвенак и убил двух оленей, свита выражала восхищение и одобрение.
- 33 г. н. э., весна, первый месяц. Его сын Киру стал наследным принцем. Второй месяц. Ван приказал, чтобы в южных округах страны начали выращивать зерно.
- 34 г. н. э., весна, второй месяц. Умер убо Хэру. Ему было 90 лет. Хыру из восточного округа стал новым убо. Лето, четвертый месяц. На востоке появилось красное облако. Осень, девятый месяц. Мальгали атаковали и разграбили крепость Масу, подожгли её, в результате сгорели дома простолюдинов. Зима, десятый месяц. Они снова напали на укрепление в Пёнсане.
- 37 г. н. э., зима, десятый месяц. Убо Хэру назначен министром левой руки (чвабо). Чинхвэ из северной области назначен на должность убо. Одиннадцатый месяц. Произошло землетрясение, слышались раскаты, подобные грому.
- 38 г. н. э., Осенью не удался урожай хлебов, поэтому народу было запрещено самогоноварение. Зима, десятый месяц. Ван совершил поездку по Восточным и Западным областям и успокаивал народ. Бедняки не могли прокормить себя, и им было предоставлено 200 гектаров облагаемого налогом зерна.
- 48 г. н. э., весна, второй месяц. При дворе засох большой ясень. Третий месяц. Умер чхвабо Хэру. Ван горько оплакивал его.
- 55 г. н. э., весна и лето. Была засуха. Ван забеспокоился и освободил заключенных, даже тех, кто совершил тяжкие преступления. Осень, восьмой месяц. Мальгали атаковали северные границы.
- 56 г. н. э., весна, второй месяц. Ван приказал жителям восточного округа построить крепость Угок (우곡성 / 牛谷城). Это была подготовка против мальгалей.
- 63 г. н. э., зима, десятый месяц. Ван расширил свои владения до крепости Нанджагок. Затем он отправил послов в корейское государство Силла с предложением встретиться, но ответа из Силла не последовало.
- 64 г. н. э. ван отправил солдат атаковать крепость Васан (와산성/蛙山城) в Силла (современный Боун), но они не смогли взять ее. Затем он повел солдат атаковать крепость Куян (сегодня Окчхон или Гесан). Силла отправила 2000 солдат и всадников, которые дали отпор и отразили атаку [захватчиков].
- 66 г. н. э. ван атаковал и захватил крепость Силла Васан. Оставили 200 человек охранять её, но вскоре люди Силла разбили их.
- 70 г. н. э. солдаты были отправлены в атаку на Силла.
- 73 г. н. э., лето, пятый месяц, последний день месяца. Было солнечное затмение.
- 74 г. н. э., осень, восьмой месяц. Военачальников отправили, чтобы напасть на Силла.
- 75 г. н. э., зима, десятый месяц. Снова штурмовали крепость Васан и взяли её.
- 76 г. н. э., осень, девятый месяц. Силла вернула себе крепость Васан.
- 77 г. н. э., осень, девятый месяц. Ван скончался

## Семья
- Отец: Онджо
- Мать: неизвестна
  - Брат: неизвестен
  - Брат: Токуса-О (德王王) — его имя в Пэкче было Пуё Токчва (扶餘德德), записанн в разделе Сакё сёбан (左京諸蕃) Синсэн сёдзироку как предок нескольких японских родов.
  - Жена: неизвестна
    - Старший сын: Киру (己婁王, ум. 128) — 3-й ван Пэкче, до становления правителем был известен как Пуё Киру (扶餘己婁).